# Sông Đông Cảng
Đông Cảng (tiếng Trung: 東港溪) là một dòng sông tại Đài Loan. Sông có chiều dài 44 km và nằm hoàn toàn trong huyện Bình Đông thuộc các hương trấn Nội Phố, Vạn Loan, Trúc Điền, Triều Châu, Khám Đính và Đông Cảng. Xưa kia, khu vực cửa biển của Đông Cảng khá thịnh vượng trên lĩnh vực giao thương.

## Phụ lưu
- Đông Cảng
  - Hậu Liêu (後寮溪)
  - Nam Ngạn (南岸圳)
    - Bắc Ngạn 北岸河)

  - Cực Ải Liêu (舊隘寮溪)
  - Long Cảnh (龍頸溪)
  - Ngưu Giác Loan (牛角灣溪)
  - Vạn An (萬安溪)